# Логинов, Денис Владимирович
Денис Владимирович Логинов (род. 5 мая 1985, Казань) — российский хоккеист, нападающий.

## Биография
Воспитанник казанского «Ак Барса». Начал играть в первенстве России в фарм-клубе команды в сезоне 1999/2000. В сезоне 2003/04 дебютировал в Суперлиге в составе «Ак Барса». В сезонах 2004/05 и 2005/06 помимо главной и второй команд «Ак Барса» выступал также за «Нефтяник» Альметьевск. Играл за клубы «Нефтехимик-2» (2006/07, 2007/08), «Нефтехимик» (2007/08, Суперлига), «Ариада-Акпарс» Волжск (2007/08, 2010/11), «Газпром-ОГУ» Оренбург (2007/08), «Рысь» Подольск (2008/09), «Прогресс» Глазов (2009/10) «Нефтяник» Альметьевск (2009/10), «Иртыш» Павлодар (2010/11 — 2011/12, 2012/13, Казахстан). В сезоне 2012/13 провёл также по одному матчу за команды «Ижсталь» Ижевск (ВХЛ) и «Немен» Гродно (Белоруссия). Завершил карьеру после сезона 2013/14, проведённого в команде РХЛ (Д3) «Ямальские стерхи» Ноябрьск.
Бронзовый призёр чемпионата мира среди юниоров 2003.
На драфте НХЛ 2003 года был выбран в 7-м раунде под общим 203-м номером клубом «Атланта Трэшерз»